# Sistema de sistemas
Un sistema de sistemas o SoS (siglas del inglés System of Systems) es una colección de sistemas dedicados u orientados a tareas que agrupan sus recursos y capacidades para crear un sistema nuevo y más complejo, que ofrece más funcionalidad y rendimiento que la simple suma de los sistemas constituyentes. Actualmente, los sistemas de sistemas es una disciplina de investigación crítica para la cual los marcos de referencia, los procesos de pensamiento, el análisis cuantitativo, las herramientas y los métodos de diseño están incompletos. La metodología para definir, resumir, modelar y analizar problemas de sistemas de sistemas se suele denominar ingeniería de sistemas de sistemas (SoSE).

## Resumen
Las descripciones comúnmente propuestas, no necesariamente definiciones, de sistemas de sistemas, se describen a continuación en orden de aparición en la literatura:
1. La vinculación de sistemas en un sistema conjunto de sistemas permite la interoperabilidad y la sinergia de los sistemas de comando, control, computadoras, comunicaciones e información (C4I) e inteligencia, vigilancia y reconocimiento (ISR):[3] descripción en el campo de la superioridad de la información en las fuerzas armadas modernas.
2. Los sistemas de sistemas son sistemas concurrentes y distribuidos a gran escala cuyos componentes son sistemas complejos en sí mismos:[4] descripción en el campo de las estructuras de comunicación y los sistemas de información en la empresa privada.
3. El sistema de educación de sistemas implica la integración de sistemas en un sistema de sistemas que, en última instancia, contribuyen a la evolución de la infraestructura social:[5] descripción en el campo de la educación de ingenieros sobre la importancia de los sistemas y su integración.
4. El sistema de integración de sistemas es un método para buscar el desarrollo, la integración, la interoperabilidad y la optimización de sistemas para mejorar el rendimiento en futuros escenarios de campo de batalla:[6] descripción en el campo de la integración de sistemas intensivos en información en el ejército.
5. Los sistemas modernos que comprenden problemas de sistemas de sistemas no son monolíticos, sino que tienen cinco características comunes: independencia operativa de los sistemas individuales, independencia gerencial de los sistemas, distribución geográfica, comportamiento emergente y desarrollo evolutivo:[7] descripción en el campo de la evolución adquisición de sistemas adaptativos complejos en el ejército.
6. Los sistemas empresariales de ingeniería de sistemas se centran en acoplar las actividades tradicionales de ingeniería de sistemas con las actividades empresariales de planificación estratégica y análisis de inversiones:[8] descripción en el campo de los sistemas intensivos en información en la empresa privada.
7. Los problemas de sistema de sistemas son una colección de redes transdominio de sistemas heterogéneos que probablemente muestren independencia operativa y de gestión, distribución geográfica y comportamientos emergentes y evolutivos que no serían evidentes si los sistemas y sus interacciones se modelaran por separado:[9] descripción en el campo del Sistema Nacional de Transporte, Integrado Militar y Exploración Espacial.
8. En conjunto, todas estas descripciones sugieren que se necesita un sistema completo de marco de ingeniería de sistemas para mejorar el soporte de decisiones para los problemas del sistema de sistemas. Específicamente, se necesita un sistema efectivo de marco de ingeniería de sistemas para ayudar a los tomadores de decisiones a determinar si las consideraciones de infraestructura, políticas y/o tecnología relacionadas como un todo interrelacionado son buenas, malas o neutrales a lo largo del tiempo.[10] La necesidad de resolver los problemas del sistema de sistemas es urgente no solo por la creciente complejidad de los desafíos actuales, sino también porque tales problemas requieren grandes inversiones monetarias y de recursos con consecuencias multigeneracionales.

## Temas de sistema de sistemas

### El enfoque del sistema de sistemas
Si bien los sistemas individuales que constituyen un sistema de sistemas pueden ser muy diferentes y operar de manera independiente, sus interacciones suelen exponer y generar importantes propiedades emergentes. Estos patrones emergentes tienen una naturaleza evolutiva que las partes interesadas deben reconocer, analizar y comprender. El enfoque de sistema de sistemas no aboga por herramientas, métodos o prácticas particulares; en cambio, promueve una nueva forma de pensar para resolver grandes desafíos donde las interacciones de la tecnología, la política y la economía son los principales impulsores. El estudio del sistema de sistemas está relacionado con el estudio general del diseño, la complejidad y la ingeniería de sistemas, pero también destaca el desafío adicional del diseño.
Los sistemas de sistemas suelen exhibir los comportamientos de los sistemas complejos, pero no todos los problemas complejos caen en el ámbito de los sistemas de sistemas. Inherente a los problemas de sistema de sistemas hay varias combinaciones de características, no todas las cuales se exhiben en cada problema de este tipo:
- Independencia operativa de los elementos
- Independencia Gerencial de Elementos
- Desarrollo evolutivo
- Comportamiento emergente
- Distribución Geográfica de Elementos
- Estudio Interdisciplinario
- Heterogeneidad de los Sistemas
- Redes de Sistemas
- Los primeros cinco rasgos se conocen como criterios de Maier[13] para identificar los desafíos del sistema de sistemas. Los tres rasgos restantes han sido propuestos a partir del estudio de las implicaciones matemáticas de modelar y analizar los desafíos del sistema de sistemas por el Dr. Daniel DeLaurentis[14] y sus co-investigadores en la Universidad Purdue.[15]

## Investigación
La investigación actual sobre enfoques efectivos para los problemas del sistema de sistemas incluye:
- Establecimiento de un marco de referencia efectivo
- Elaboración de un léxico unificador[16]
- Desarrollo de metodologías efectivas para visualizar y comunicar sistemas complejos[17]
- Gestión de recursos distribuidos[18]
- estudio de diseño de arquitectura
  - Interoperabilidad[19]
  - Políticas de distribución de datos: definición de políticas, guía de diseño y verificación[20]
- Lenguaje de modelado formal con plataforma de herramientas integrada[21]
- Estudio de diversas técnicas de modelado, simulación y análisis.
  - teoría de redes
  - modelado basado en agentes
  - teoría general de sistemas
  - diseño robusto probabilístico (incluido el modelado/gestión de la incertidumbre)
  - simulación y programación orientada a objetos
  - optimización multiobjetivo
- Estudio de varias herramientas numéricas y visuales para capturar la interacción de los requisitos, conceptos y tecnologías del sistema.

### Aplicaciones
Los sistemas de sistemas, aunque todavía se investigan predominantemente en el sector de la defensa, también están teniendo aplicación en campos tales como el transporte aéreo y automotriz nacional y la exploración espacial. Otros campos en los que se puede aplicar incluyen la atención médica, el diseño de Internet, la integración de software y la gestión de energía y los sistemas de potencia. Las interpretaciones socioecológicas de la resiliencia, donde diferentes niveles de nuestro mundo (p. ej., el sistema de la Tierra, el sistema político) se interpretan como sistemas interconectados o anidados, adoptan un enfoque de sistemas de sistemas. Se puede encontrar una aplicación en los negocios para la resiliencia de la cadena de suministro.

## Instituciones educativas e industria
La colaboración entre una amplia gama de organizaciones está ayudando a impulsar el desarrollo de la definición de la clase de problema del sistema de sistemas y la metodología para modelar y analizar los problemas del sistema de sistemas. Hay proyectos en curso en muchas entidades comerciales, instituciones de investigación, programas académicos y agencias gubernamentales.
Los principales interesados en el desarrollo de este concepto son:
- Universidades que trabajan en problemas de sistemas, incluida la Universidad de Purdue, el Instituto de Tecnología de Georgia, la Universidad de Old Dominion, la Universidad de George Mason, la Universidad de Nuevo México, el Instituto de Tecnología de Massachusetts, la Escuela Naval de Posgrado y la Universidad Carnegie Mellon.
- Empresas activas en esta investigación como The MITRE Corporation, AIRBUS, BAE Systems, Northrop Grumman, Boeing, Raytheon, Thales Group, CAE, Sabre Astronautics y Lockheed Martin.
- Agencias gubernamentales que realizan y apoyan la investigación en sistemas de investigación y aplicaciones de sistemas, como DARPA, la Administración Federal de Aviación de EE. UU., la NASA y el Departamento de Defensa (DoD)

Por ejemplo, el Departamento de Defensa estableció recientemente los Centros Nacionales para el Sistema de Ingeniería de Sistemas para desarrollar una metodología formal para la ingeniería de sistemas de sistemas para aplicaciones en proyectos relacionados con la defensa.
En otro ejemplo, de acuerdo con el Estudio de arquitectura de sistemas de exploración, la NASA estableció la organización Exploration Systems Mission Directorate (ESMD) para liderar el desarrollo de un nuevo "sistema de sistemas" de exploración para lograr los objetivos descritos por el presidente G.W. Bush en el 2004. Visión para la exploración espacial.
Actualmente se encuentran en curso una serie de proyectos de investigación y acciones de apoyo, patrocinados por la Comisión Europea. Estos apuntan al Objetivo Estratégico IST-2011.3.3 en el Programa de Trabajo de TIC del FP7 (Nuevos paradigmas para sistemas integrados, monitoreo y control hacia la ingeniería de sistemas complejos). Este objetivo tiene un enfoque específico en el "diseño, desarrollo e ingeniería de Sistema-de-Sistemas". Estos proyectos incluyen:
- T-AREA-SoS[25] (Agenda transatlántica de investigación y educación sobre sistemas de sistemas), cuyo objetivo es "aumentar la competitividad europea y mejorar el impacto social del desarrollo y la gestión de grandes sistemas complejos en una gama de mediante la creación de una agenda de investigación de Sistemas de Sistemas (SoS) de común acuerdo entre la UE y los EE. UU.".
- COMPASS[21] (Modelado integral para sistemas avanzados de sistemas), con el objetivo de proporcionar una base semántica y un marco de herramientas abierto para permitir que los SoS complejos se diseñen con éxito y de manera rentable, utilizando métodos y herramientas que promuevan la construcción y el análisis temprano de modelos.
- DANSE (Designing for Adaptability and evolutioN in System of systems Engineering), que tiene como objetivo desarrollar "una nueva metodología para respaldar los modelos de ciclo de vida del Sistema de Sistemas evolutivos, adaptables e iterativos basados en una semántica formal para las interoperaciones SoS y apoyado por novedosas herramientas de análisis, simulación y optimización".
- ROAD2SOS (hojas de ruta para la ingeniería de sistemas), con el objetivo de desarrollar "hojas de ruta estratégicas de investigación e ingeniería en sistemas de ingeniería de sistemas y estudios de casos relacionados".
- DYMASOS[26] (GESTIÓN DINÁMICA de Sistemas de Sistemas acoplados físicamente), con el objetivo de desarrollar enfoques teóricos y herramientas de ingeniería para la gestión dinámica de SoS basados en casos de uso industrial.
- AMADEOS[27] (Architecture for Multi-criticality Agile Dependable Evolutionary Open System-of-Systems) con el objetivo de incorporar la conciencia del tiempo y la evolución en el diseño de Sistemas de Sistemas (SoS) con un posible comportamiento emergente, para establecer un modelo conceptual sólido, un marco arquitectónico genérico y una metodología de diseño.